# Anders Germund Wikblad
Anders Germund Wikblad, född 1 december 1813 i Vårdnäs församling, Östergötlands län, död 9 januari 1884 i Vadstena församling Östergötlands län, var en svensk provinsialläkare. 
Wikblad blev student vid Uppsala universitet 1832, medicine kandidat 1841, medicine licentiat 1844 och kirurgie magister 1845. Han var underläkare vid Vadstena hospital 1845–46, provinsialläkare i Järvsö distrikt i Gävleborgs län 1846–49 och i Söderhamns distrikt 1849–67.